# مرکز آموزشی ۰۳ عجب‌شیر
مرکز آموزشی ۰۳ شهید سرلشکر شعبان برخورداری عجب‌شیر از واحدهای مراکز آموزش نیروی زمینی ارتش جمهوری اسلامی ایران که با نام پادگان آموزشی ۰۳  نیز شناخته می‌شود در شهرستان عجب‌شیر واقع در استان آذربایجان شرقی می‌باشد؛ که دارای کُد آموزشی ۳۷ می‌باشد. این پادگان دارای ۶ گردان و هر گردان دارای ۶ گروهان است، این پادگان قبلاً دارای ۴ گردان بود که بعداً دو گردان دیگر به آن اضافه شد، گردان شش این پادگان تازه ساخت و متفاوت تر از گردان‌های دیگر و حالت امروزی ساخت و ساز را دارد، همچنین گردان ششم این پادگان مربوط به بخش آموزشی پادگان مراغه است که بعداً به این پادگان انتقال داده شده‌است. پذیرش این پادگان برای سربازان وظیفه در تمام مقاطع تحصیلی از زیر دیپلم تا فوق لیسانس امکانپذیر است. گردان‌های ۴ و ۶ برای فوق دیپلم و لیسانس و فوق لیسانس  و چهار گردان دیگر برای دیپلم وپایین‌تر از آن در نظر گرفته شده‌است.گرچه این ترتیب برای حالت کلی پذیرش عمومیت دارد و ممکن است در آینده به شکل دیگری پذیرش گردانی انجام شود. آدرس مرکزی مرکز آموزش ۰۳ در زمینی به مساحت ۱۷۸ هکتار در فاصله ۹ کیلومتری شرق دریاچه ارومیه واقع شده و مسیر ارتباطی استان آذربایجان شرقی و کردستان، وجود خطوط راه‌آهن مراغه- تبریز و فرودگاه سهند مراغه امکانات ترابری خوبی برای آن فراهم نموده‌است